# Waldorfpedagogik

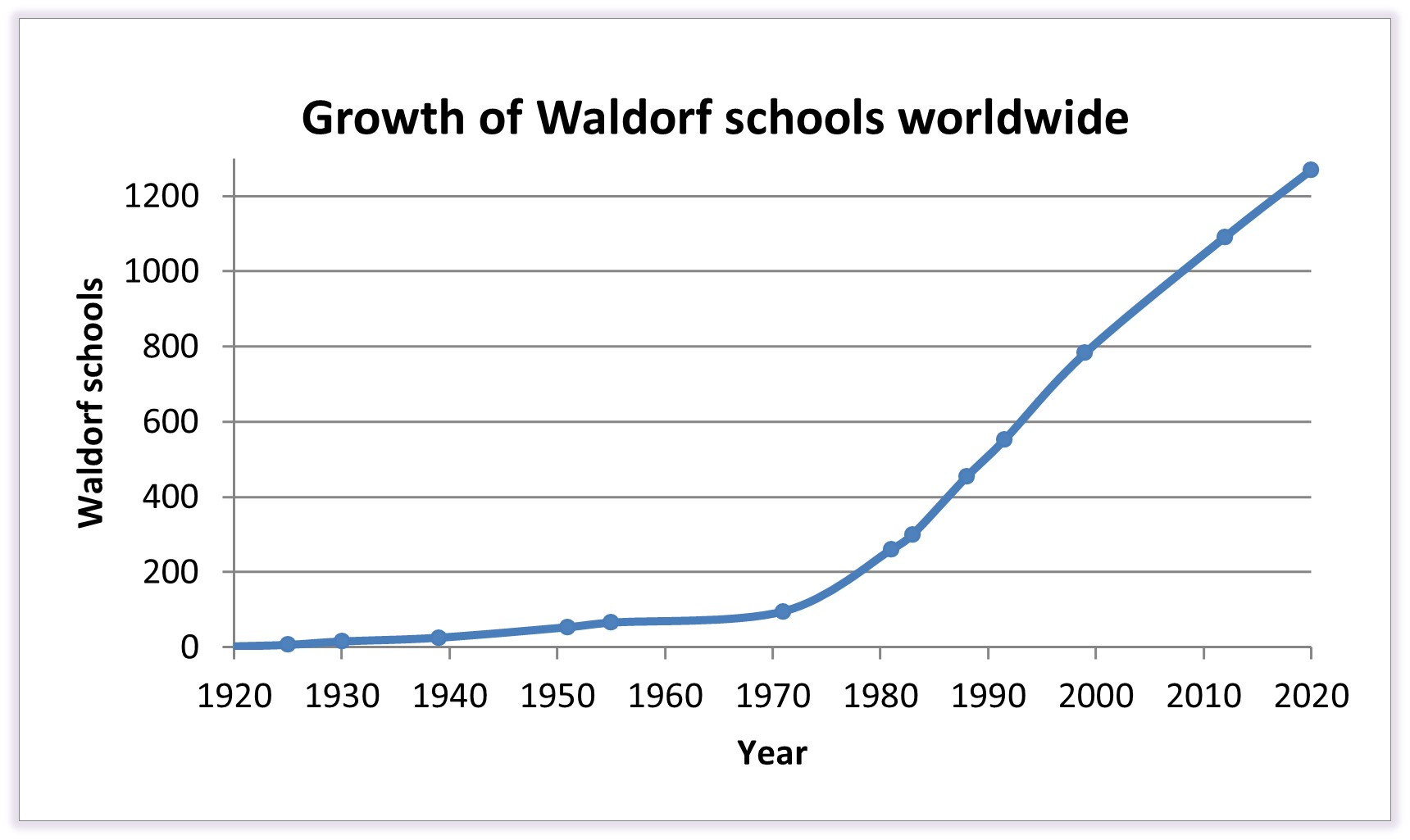
Waldorfskolor i världen 1920 - 2020.

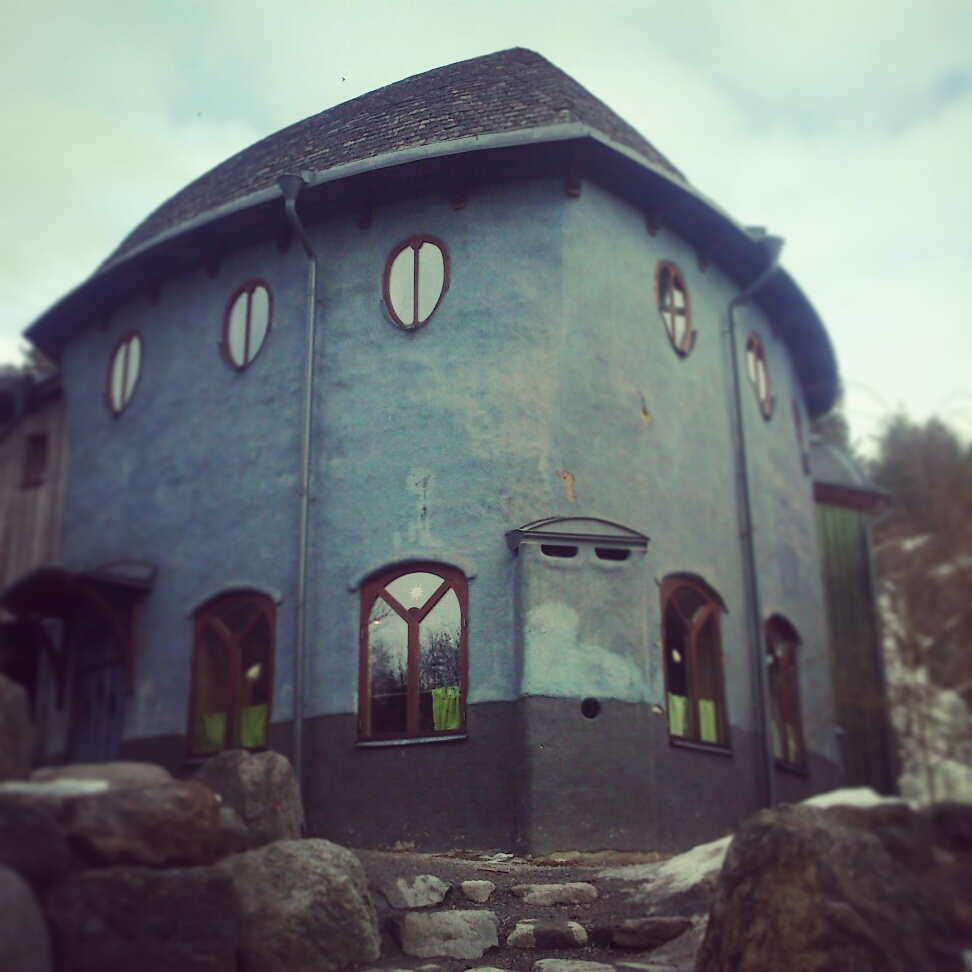
Solvikskolan, en Waldorfskola i Järna.

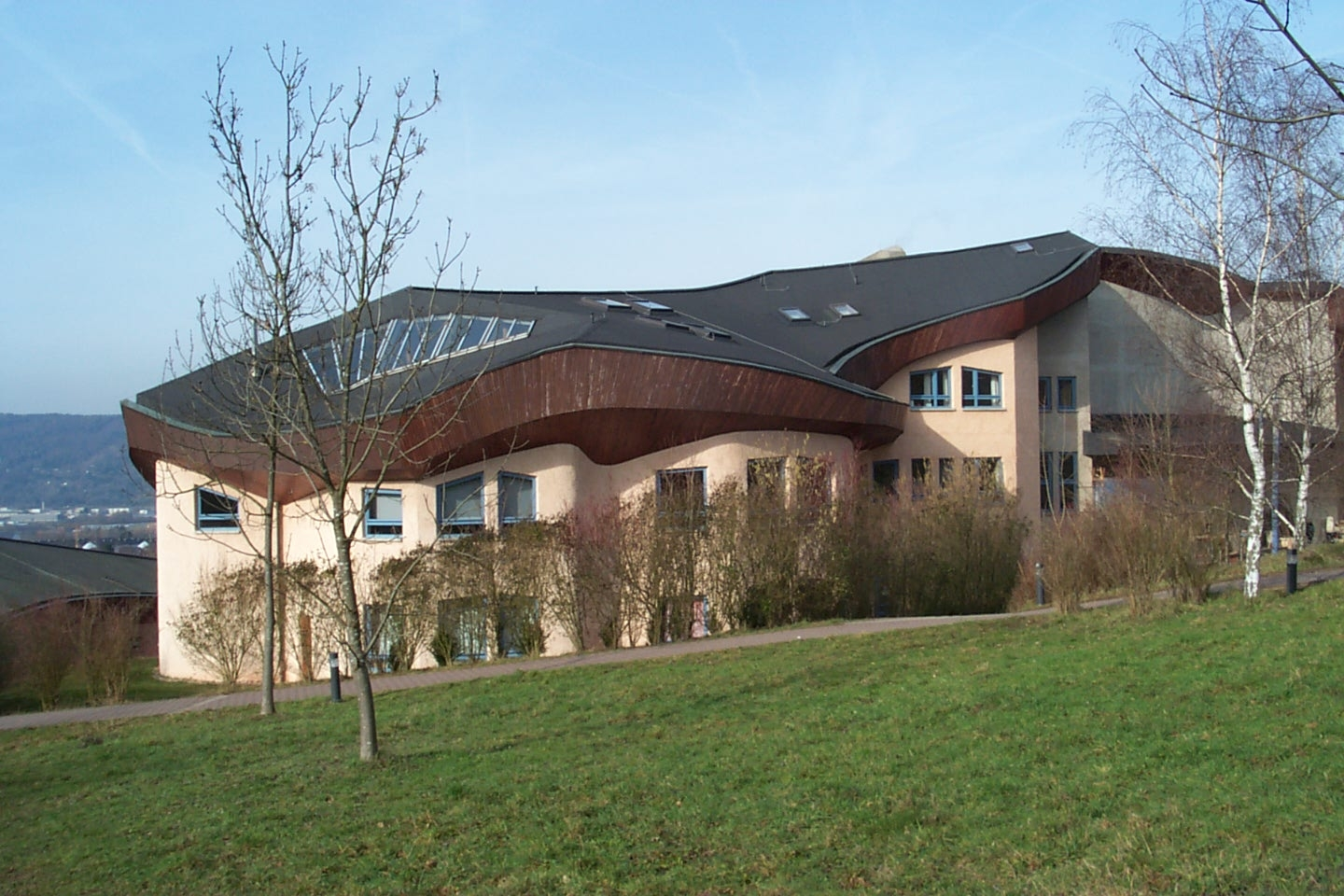
Waldorfskola i Trier i Tyskland.

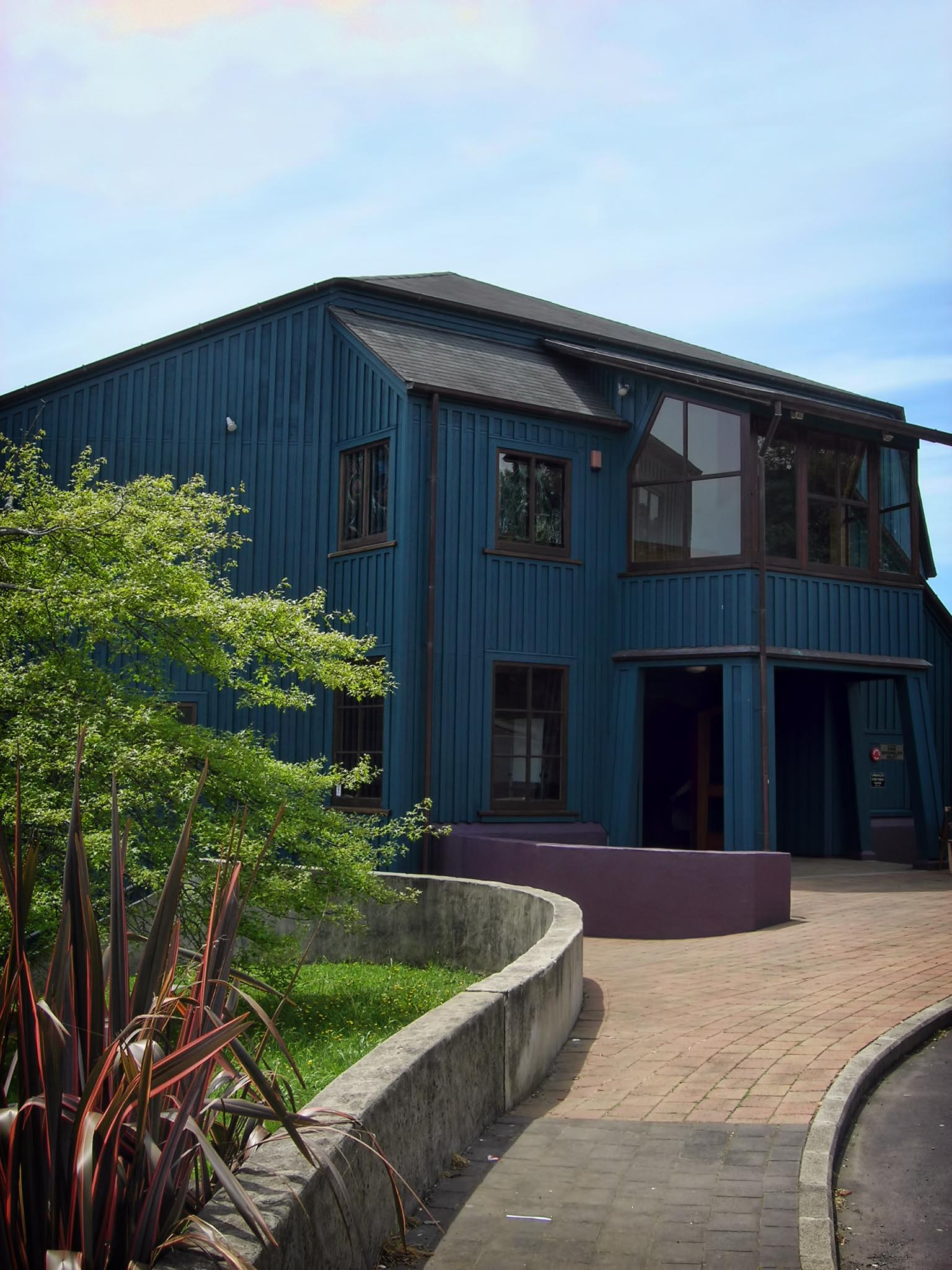
Michael Park Rudolf Steiner School i Auckland

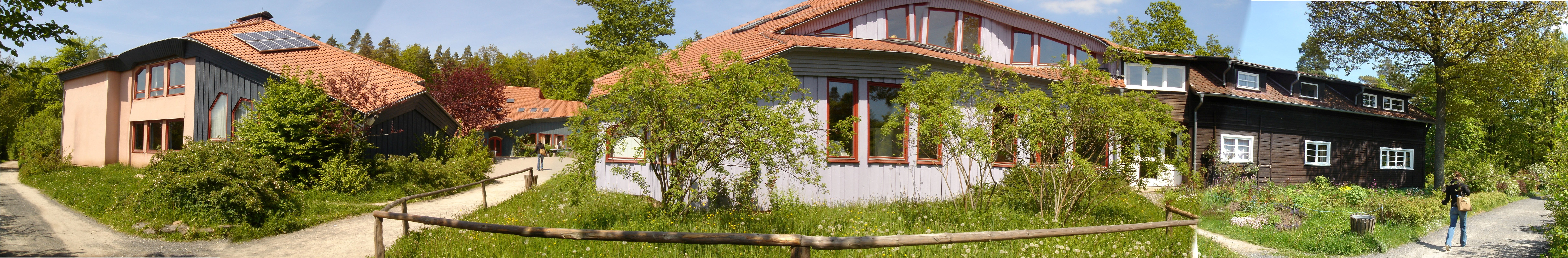
Waldorfskola i Loheland, Tyskland.

Waldorfpedagogik eller Steinerpedagogik är en pedagogik som baseras på en antroposofisk bild och syn på människan och tillämpas vid Waldorfskolor, Waldorfförskolor, Waldorffritidshem och vid antroposofiskt baserade läkepedagogiska hem för elever med funktionsnedsättningar.
Den utgår från Rudolf Steiners idéer om hur man kan forma en pedagogik, som lägger lika stor vikt på den tankemässiga, den känslomässiga och den viljemässiga utvecklingen hos barn, på ett sätt som motsvarar deras förment grundläggande inre situation och utveckling på varje åldersstadium.
Waldorfskolan eftersträvar att vara en 12-årig skola med sammanhållna klasser från ettan till tolvan. Man strävar också efter att ha samma klasslärare genom de första sju åren, som följer och utvecklas med barnen som en förebild, bland annat genom att genom eget studium och fördjupning bygga upp och ansvara för undervisningen i alla huvudämnena upp genom klasserna till åttonde klass.
Det fanns i oktober 2010 omkring 1 000 Waldorfskolor (inklusive vuxenutbildningar) och cirka 1 600 Waldorfförskolor i ett 60-tal länder i alla världsdelar. I Norden fanns det (december 2010) 116 Waldorfskolor.
Waldorfskolans läroplan i Sverige har en egen målbeskrivning som har godkänts av Skolverket. Sedan 2011 följer alla Waldorfskolor Lgr 11, och Waldorfskolefederationen och Waldorflärarhögskolan har uppdaterat den egna kursplanen, "En väg till frihet", parallellt med det. 2002–2008 skedde utbildning av Waldorflärare i Stockholm i samarbete mellan Lärarhögskolan i Stockholm och Rudolf Steinerhögskolan. Efter överflyttning av utbildningen vid Lärarhögskolan till Stockholms universitet i början av 2008 beslutade dess naturvetenskapliga fakultetsnämnd att avveckla samarbetet med Rudolf Steinerhögskolan. Som skäl angavs att Waldorflärarutbildningen inte vilar på vetenskaplig grund. Detta beslut har efter en motion 2013 av tre miljöpartister överprövats av regeringen, som ämnar avsätta 10 miljoner kronor årligen till utbildning av waldorflärare.
Waldorfpedagogiken har också kritiserats av  ett internationellt nätverk, som granskar antroposofin, för att vila på en outtalad andlig grund som enligt kritikern medför att man gör ovetenskapliga bedömningar av barns intellektuella utveckling.

## Historik
Den första Waldorfskolan grundades 1919 i den kaotiska situationen efter första världskriget i Tyskland, som del av en rörelse för en social tregrening av samhället, baserad på frihet inom kulturlivet, jämlikhet inom rättslivet och global ekonomisk solidaritet inom näringslivet.
Som villkor för skolan angav Steiner fyra principer:
1. Den skulle vara öppen för alla barn.
2. Den skulle tillämpa gemensam undervisning för pojkar och flickor.
3. Den skulle vara en enhetlig 12-årig skola.
4. Lärarna som undervisade barnen skulle själva bestämma över undervisningen, med minimal inblandning från staten och ekonomiska intressen.

Skolan grundades första året som en avgiftsfri företagsskola för barnen till arbetarna och tjänstemännen vid Waldorf-Astoria cigarettfabrik i Stuttgart, med stöd av dess ägare och företagsledare, Emil Molt. Lärarna vid skolan betalades första året som anställda av fabriken, men från andra året blev skolan en separat och oberoende skola för också andra barn. Inom ett fåtal år öppnades flera Waldorfskolor i Tyskland med skolan i Stuttgart som förebild.
1935, två år efter det nazistiska maktövertagandet, förbjöds och upplöstes det Antroposofiska Sällskapet i Tyskland av myndigheterna och 1936 infördes ett förbud för Waldorfskolor att ta in nya elever.
Som delskäl för att förbjuda och upplösa Antroposofiska Sällskapet angavs att de på Rudolf Steiners pedagogik baserade Waldorfskolorna tillämpade "en individualistisk på den enskilda människan inriktad utbildning, som inte har något gemensamt med principerna för en nazistisk utbildning" och att det förelåg "en fara att en fortsatt verksamhet av Antroposofiska Sällskapet skulle skada den nationalsocialistiska statens intressen". Den sista Waldorfskolan stängdes av myndigheterna 1941.
Efter kriget öppnades skolorna på nytt, 2016 fanns det cirka 238 Waldorfskolor i Tyskland, som har det största antalet Waldorfskolor i världen följt av USA med cirka 170 skolor.

## Översikt över Waldorfpedagogiken
Waldorfförskolan utgår från och baseras på barnets naturliga tilltro till och förundran inför världen,[källa behövs] och strävar efter att bygga upp barnets trygghet och förtroende till den som en intressant och god plats att leva i.
Verksamheterna baseras på barnets naturliga sätt att lära sig genom efterhärmning[källa behövs] och ägnas åt traditionella hushållsverksamheter, som matlagning, diskning och städning omväxlande med berättelser, rörelselekar och fri lek.
Enkelt utformade leksaker av naturmaterial används för att understödja barnets fantasi. Av samma skäl undviker och avråder man från att utsätta barnen från olika former av tekniska media mer än som något på sin höjd marginellt i deras liv.
I de lägre klasserna i skolan leder det över till en grundläggande, mer medveten betoning på och användning av konstnärliga element i olika former (rytm, rörelse, färg, form, recitation, sång och musik) som medel att förstå och relatera till världen, genom att bygga en förståelse för olika ämnen utifrån det som är "skönt" i världen i bred betydelse.
Under de första timmarna av dagen undervisar man huvudsakligen i matematik, litteratur, språk och historia. Klassläraren ansvarar för större delen av all undervisning, Under senare delen av perioden, från 12- till 14-årsåldern tar ämneslärare alltmer över undervisningen i bland annat matematik och naturkunskap.
På högstadiet upp till klass 12 leder det till en alltmer medveten inriktning på att öva en iakttagande, reflekterande och experimentell vetenskaplig hållning, fokuserad på att bygga en förståelse av vad som är sant i världen, baserat på personlig erfarenhet, tänkande och omdömesbildning.
Målet med waldorf- eller steinerpedagogik är att göra det möjligt för eleverna att så fullt som möjligt som vuxna i frihet välja och följa sin individuella väg genom livet.
Medan antroposofin utgör den filosofiska och teoretiska grunden för de undervisningsmetoder som används i waldorfskolor och återspeglas i attityden hos många lärare och i den allmänna struktureringen och inriktningen i undervisningen på de olika stadierna, så ingår ingen undervisning i antroposofin som sådan i undervisningen.
Om någon lärare i någon form skulle undervisa i antroposofi på ett sätt som går utöver vad var och en kan iaktta och uppleva, så skulle det enligt Rudolf Steiner som grundare av Waldorfpedagogiken strida mot hela intentionen med Waldorfpedagogiken.
De flesta av de ca 1 000 waldorfskolorna (inklusive vuxen- och lärarutbildning) runt världen är oberoende friskolor, som har startat utan allmänt ekonomiskt stöd. Men ett ökande antal skolor har kommit att finansieras av det allmänna i olika länder.

## Några skillnader mot kommunala skolor

### Periodundervisning
Skoldagen inleds från ettan till tolvan med en dubbeltimme i ett ämne i perioder på mellan en och fem veckor, på ett sätt som ger möjlighet att genom koncentration och fördjupning bygga upp en sammanhållen överblick över ett ämne eller tema. Varje skoldag inleds med att klassen gemensamt läser en vers, som inom waldorfpedagogiken kallas morgonspråk och som delvis har karaktär av en bön.

### Läsinlärning - från bild till bokstav
Undervisningen i Waldorfskolor är starkt bunden till den muntliga traditionen, och berättandet. Den utgör också grunden för läsinlärningen, som sker långsamt och stegvis och börjar med skrivandet, där förhållandet till varje bokstav grundligt byggs upp med utgångspunkt i en berättelse - ofta en folksaga, om en svan för S eller en groda för G - rörelselekar och en poetisk vers som förmedlar ljudens karaktär, för att sedan abstrahera ut bokstaven ur berättelsen, rörelseleken och de poetiska versen via målade bilder.

### Periodhäften
Inga läroböcker används på lågstadiet. Istället gör eleverna sina egna läroböcker, först på bas av vad läraren skriver på tavlan, och senare alltmer på bas av sina egna anteckningar från undervisningen och egna studier. Periodhäften är ofta illustrerade.

### Främmande språk
Waldorfskolor undervisar i engelska från klass 1. I fjärde eller femte klass läggs ett modernt språk till, till exempel franska, tyska, italienska eller spanska. Undervisningen tar på lågstadiet sin utgångspunkt i sånger, lekar och ramsor och sker på det främmande språket. I de högre klasserna övas förmågan till konversation och skrivning på de främmande språken med utgångspunkt i muntliga skildringar från de olika språkkulturerna.

### Konsterna
Utöver strävan att via muntlig undervisning och berättelser bygga upp elevernas förståelse för olika ämnen lägger Waldorfpedagogiken också stor vikt på att utveckla ett förhållande till de olika konsterna.

### Målning
Akvarellmålning (vått-i-vått) övas varje vecka under de första åren och bild- och konstundervisningen fortsätter genom hela högstadiet upp till klass 12 för alla elever.
Under de första åren övar man dagligen också kritmålning. Av pedagogiska skäl görs figurer vanligtvis helt i färg och inte bara som konturer. Ett särskilt ämne, formteckning, skapat av en av de första Waldorflärarna, Herman von Baravalle, fokuserar på linjeformer.

### Musik
I de lägre klasserna sjunger barnen varje dag med sin klasslärare. De har också sånglektioner med en särskild musiklärare från en tidig ålder och körsång upp till klass 12.
Pentatoniska flöjter används i första och andra klass, diatoniska flöjter från klass tre. Gitarrspel ingår i musikundervisningen i klass 5.

### Eurytmi
Eurytmi är en dansliknande rörelseövning där musik och tal uttrycks med kroppsrörelser och där olika toner, klanger och ljud i språket ska hjälpa eleverna att hitta ett inre och yttre fokus. Eurytmi är en övning i lyssnande, rytmisk kroppskoordination, social samverkan i grupp och ett medel att i de högre klasserna framställa poesi, drama och musik. Genom eurytmi övas även rumsuppfattningen. Om eleven av skolläkaren anses behöva det kan läkeeurytmiska rörelseövningar ordineras,[källa behövs] vilket sker i enskild undervisning.

### Religionskunskap
Följer skolverkets konfessionsfria kursplan.

### Rytmisk uppläggning av undervisningen
Waldorfskolans dagsschema utgår enligt svenska waldorfskolefederationen från vad man menar är människans naturliga dygnsrytm. Efter morgonens två första timmar av periodundervisning följer mitt på dagen språk och konstnärliga ämnen, medan hantverk och gymnastik är exempel på aktiviteter man ägnar sig åt på eftermiddagen. Waldorfskolan följer inte bara dygnet utan lägger stor vikt vid årets växlande gång.

### Månadsfest
Inför större högtider och lov hålls en fest för hela skolan, vilket ofta brukar bli ungefär en gång i månaden. Varje klass och grupper av elever framför då inslag från undervisningen med bland annat sång, musik, dramatiserade inslag och recitation, för de andra klasserna, lärarna och skolans föräldrar. Genom månadsfesterna kan alla vid skolan följa vad som sker i alla klasser och återkommande få en bild av utvecklingen genom de tolv åren i en Waldorfskola.
Utöver månadsfesterna spelar också fester i samband med de fyra årstiderna, Mikaeli om hösten, Julen, Påsken och Midsommar en viktig roll i Waldorfskolan.

### Läsårsbrev
Efter varje läsår får eleverna i årskurs 1–12 ett läsårsbrev, som beskriver deras utveckling och prestation i olika ämnen under året i förhållande till målet med årskursen och deras egna förutsättningar. I klass 9 eller klass 12 ges slutbetyg. Många Waldorfskolor har även infört Schoolsoft, Skola 24 eller Vklass för att tydliggöra elevernas måluppfyllelse i de olika ämnena.

## Organisation
Waldorfskolor brukar ha formen av en stiftelse men kan även ha formen av en ideell förening.

### Lärarkollegiet
Varje vecka, av tradition ofta om torsdagar, möts alla lärare vid skolan till en kollegiekonferens. Kollegiekonferensen brukar omfatta ett pedagogiskt studium, konstnärligt övande, behandling av elevfrågor och kollegiets administration.
Kollegiet är det centrala ansvariga organet vid Waldorfskolor vad gäller anställningar, pedagogik, fortbildning och principen för fördelning av tillgängliga lönemedel.
För bland annat elevintagningar, lönefrågor, anställningar och elevvård i olika former brukar man bilda arbetsgrupper, som kan ha omfattande, men tidsavgränsade befogenheter. Rektor har det övergripande pedagogiska ansvaret som på andra skolor.

### Administration - rektor
Waldorfskolor har en icke-hierarkisk organisation som arbetar efter huvudprincipen att den som gör ett arbete också i största möjliga utsträckning ska ges ansvar för arbetets uppläggning och utformning.
Den övergripande administrationen, skolrättsliga frågor och ekonomisk planering handläggs av styrelsen/huvudmannen, medan extra finansiering av olika behov, genom bland annat skolmarknader i samband med årshögtiderna brukar organiseras av föräldraföreningen. Det innebär återkommande samordnings- och planeringsmöten mellan de olika inblandade grupperna på skolan.
Nu måste alla skolor, inklusive Waldorfskolor, ha en rektor på skolan. Det räcker inte att kollegiet eller en styrelse finns.

### Föräldrarna
Eleverna vid Waldorfskolor går där i första hand för att deras föräldrar valt det, ibland för att de själva som lite äldre valt det. Det valet och engagemanget av i första hand föräldrarna är grunden för den viktiga roll de spelar vid Waldorfskolor.
Föräldramöten hålls vanligtvis ett par gånger per termin. Pedagogiken, arbetet och förhållandet i klassen brukar stå på dagordningen. Som styrelseledamöter i den förening eller stiftelse som är den juridiska formen för skolan ansvarar föräldrarna i samarbete med lärarna för skolan. Flera Waldorfskolor har även föräldraföreningar som drivs av föräldrar på skolorna.

## Utvecklingen i Sverige

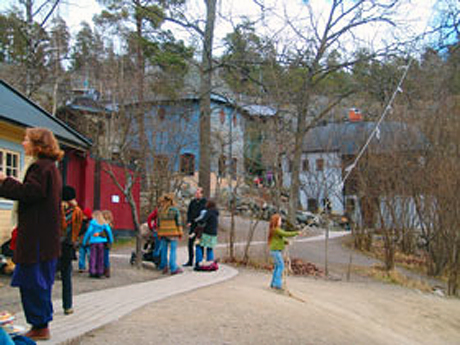
Solvikskolan i Järna med sina karaktäristiska lerhus, ett av flera exempel på hur Waldorfskolornas arkitektur hänger ihop med pedagogiken.

I Sverige grundades den första Waldorfskoleföreningen 1922, tre år efter grundandet av den första Waldorskolan i Stuttgart. Föreningen, som ombildades 1927, ordnade en rad föreläsningar i Stockholm och på andra håll i landet.
1931 startade den första Waldorfskolan i Stockholm, men stängde 1939, främst på grund av för svag ekonomi.
1947 återaktiverades föreningen och två år senare startade Kristofferskolan med 13 elever på Timmermansgården på Söder i Stockholm. Efter en kort tid på S:t Görans ungdomsgård hösten 1951 fick skolan överta lokaler från Stockholms tekniska institut på Malmskillnadsgatan, där man stannade till 1967, då verksamheten flyttade till en helt nybyggd skola i Bromma, Kristofferskolan med statligt stöd till driften från 1968.
Sättet att starta en waldorfskola med utgångspunkt i lokala behov och initiativ, sammanslutning av föräldrar till en waldorfförening och att börja med en waldorflekskola har sen präglat utvecklingen av Waldorfrörelsen i Sverige.
1960 startade ett föräldrakooperativ en skola i Järna och 1966 grundades Rudolf Steinerskolan i Göteborg. 1975 startade Rudolf Steinerskolan i Norrköping, 1976 startade Martinskolan, Söders Waldorfskola i Farsta och 1977 kom ytterligare tre skolor, Delsbo Waldorfskola, Rudolf Steinerskolan i Delsbo och Lunds Waldorfskola. Fram till 1981 följde ytterligare fem Waldorfskolor; Umeå Waldorfskola (1978), Örebro Waldorfskola (Johannaskolan) i Örebro (1978), Ellen Keyskolan i Spånga (1979), Solvikskolan för fostran genom konsterna (1981) och Örjanskolan (1981), båda i Järna. 1989 öppnades Josefinaskolan i Märsta. 2000 öppnades även Idunskolan i Nacka.
Hösten 2016 fanns 44 Waldorfskolor i Sverige.

### Debatt
- Kritik av waldorfpedagogiken
- Svar på kritiken